# Lådbanken
Lådbanken är en svensk kortfilm från 1978 producerad av Leif Aldal för Sveriges Television.
Filmens text av Ingemar Unge lästes av Toivo Pawlo. Stillbilderna tecknades av Björn Berg.
Drömmar av silver, drömmar av gull spelas över för- och eftertexter.

## Handling
Kioskägaren Algot Valdemar Bengtsson går i pension och stänger sin kiosk vilken han har arbetat i, och hatat, de senaste 37 åren. Tidningar levereras som vanligt på kioskens trappa och kunderna, som först tror att Bengtsson har försovit sig eller är sjuk, lämnar pengar på trappan när de tar sin tidning. När det visar sig att Bengtsson inte tänker komma tillbaka byggs en låda som ställs på trappan att samla pengarna i och ortsinvånarna rekvirerar fler tidningar. Kapitalet i lådan växer. Snart uppstår en norm att låna pengar ur lådan jämte ränta 10 %.
När den tidigare kioskägaren Bengtsson avlider skänks han stadens förnämsta gravvård. På minnesmonumentet skrivs det "Till minne av grundaren av Lådbanken, förre kioskinnehavaren, bankdirektör Algot Valdemar Bengtsson. Genom att inte lägga näsan i blöt fick han råd med denna gravvård."
Filmen avslutas med "Ja, så gick det när invånarna i den lilla staden bestämde sig att ta ansvar för någonting, utan att samtidigt propsa på att få äga det."